# Matt Laug
Matt Laug (* 17. března 1968 Florence, Jižní Karolína) je americký rockový bubeník, který se prosadil jako studiový bubeník a člen skupin Slash's Snakepit, Alice Cooper, Alanis Morissette, Vasco Rossi, Mike Campbell a AC/DC.
Laug se po absolvování střední školy v roce 1986 přestěhoval do Los Angeles, kde studoval vysokou školu. Po studiu se stal studiovým bubeníkem a postupem času začal být vyhledáván.
Laug nahrál bicí na albu Jagged Little Pill od Alanis Morissette, kterého se prodalo přes 16 milionů kopií. Od roku 1998 byl členem kapely Slash's Snakepit, kde působil do rozpadu v roce 2002. Mezitím v roce 2000 vyšlo album Ain't Life Grand.
V roce 2005 se připojil ke skupině The Dirty Knobs, což je vedlejší projekt Mikea Campbella z kapely Tom Petty and the Heartbreakers. Kapela hrála příležitostné koncerty, až po smrti Toma Pettyho se The Heartbreakers rozpadli a Campbell se rozhodl plně věnovat svému vedlejšímu projektu.
V říjnu 2023 se přidal ke skupině AC/DC jako host na turné, aby nahradil Phila Rudda.

## Vybavení
Matt používá bicí DW Drums, činely Paiste a paličky Vic Firth.